# Hermann Wasserschleben

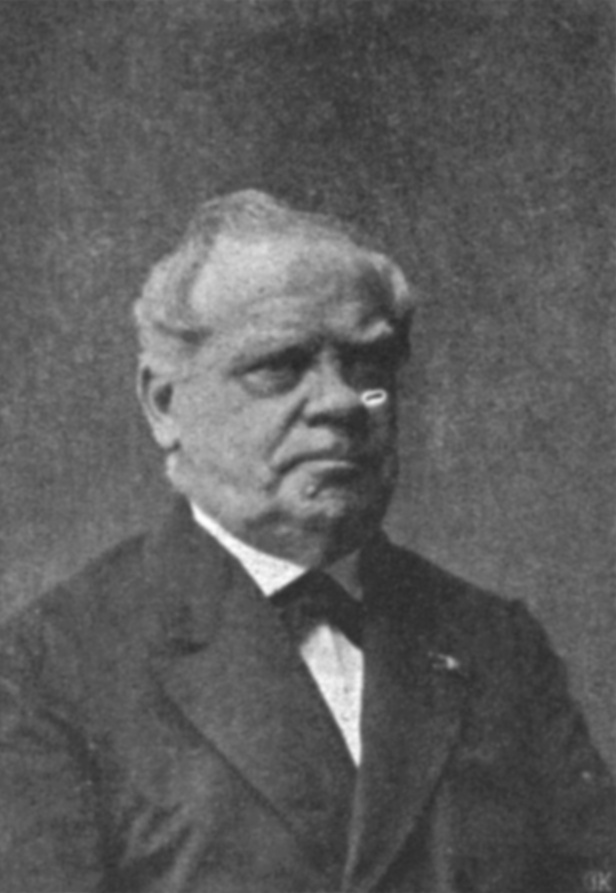
Bild aus der 1907 an der Universität Gießen erschienenen Festschrift Ludoviciana, in der seiner gedacht wurde.

Friedrich Wilhelm August Hermann Wasserschleben (* 22. April 1812 in Liegnitz; † 27. Juni 1893 in Gießen) war ein Rechtshistoriker, der sich insbesondere auf das kanonische Recht des frühen Mittelalters spezialisiert hatte. Seine kritischen Ausgaben und Analysen der kirchenrechtlichen Texte der vorgratianischen Zeit haben teilweise bis heute Bestand.

## Leben
Hermann Wasserschleben wuchs im niederschlesischen Liegnitz in einer evangelischen Familie auf als Sohn des preußischen Geheimrats Karl Christian und seiner Frau Ninette, geborene von Rappard, die aus Hamm stammte. Nach dem Abitur auf der Ritterakademie in Liegnitz begann Hermann Wasserschleben das Studium der Rechtswissenschaften 1831 in Breslau. 1832 schob sich ein Militärdienst ein, danach wechselte er zum Studium nach Berlin, wo er 1836 sein Studium mit einer Promotion abschloss.
Er blieb zunächst dort, wurde 1838 Privatdozent der Rechte und begann bereits zu diesem Zeitpunkt, sich mit der Geschichte der vorgratianischen Kirchenrechtsquellen zu beschäftigen. Später wechselte er nach Breslau, wo er 1841 als außerplanmäßiger Professor tätig war. 1850 wurde er ordentlicher Professor in Halle, wo er eine erste Arbeit über die Bußordnungen der abendländischen Kirche veröffentlichte. Zwei Jahre später folgte er einem Ruf nach Gießen auf eine Professur für deutsches und Kirchenrecht. Hier wurde er zweimal (1860–61 und 1870–71) Rektor der Universität.
1873 wurde Hermann Wasserschleben zum Abgeordneten der ersten Kammer der Landstände des Großherzogtums Hessen auf Lebenszeit ernannt. Zwischenzeitlich, von 1875 bis 1883, war er als Kanzler der Landes-Universität Gießen Amtsmitglied der ersten Kammer. 1889 schied er aus der Kammer auf eigenen Wunsch aus.
Ungeachtet seiner Tätigkeiten als Abgeordneter und Kanzler blieb Hermann Wasserschleben weiterhin wissenschaftlich aktiv und widmete sich intensiv den Ursprüngen des kanonischen Rechts. So erschien 1874 die erste Auflage der von ihm herausgegebenen Textausgabe der Collectio Canonum Hibernensis. Nach der ersten unvollständigen Ausgabe aus dem Jahre 1669 von Luc d’Achery war dies die erste vollständige Ausgabe. Nachdem der Bestand aus der ersten Auflage 1884 durch ein Feuer vernichtet wurde, erschien 1885 eine zweite Auflage dieses Werks mit zahlreichen Überarbeitungen und Abdrucken seiner mit Henry Bradshaw geführten Korrespondenz.
Aufgrund seiner Arbeiten im Gebiet des kanonischen Rechts wurde ihm 1882 die Ehrendoktorwürde der protestantisch-theologischen Fakultät in Gießen verliehen. Darüber hinaus erhielt er am 24. April 1880 das Komturkreuz II. Klasse des Verdienstordens Philipps des Großmütigen und den Großherzoglich Hessischen Ludwigsorden.

## Werke (Auswahl)
Ein unvollständiges Werkeverzeichnis, das entsprechend dem Erscheinungsdatum nur die Veröffentlichungen bis 1880 einschließt, wurde von Friedrich von Schulte veröffentlicht. Aus heutiger Sicht sind insbesondere seine textkritischen Ausgaben und zugehörigen Analysen und seine historischen Arbeiten zum Kirchenrecht interessant. Darüber hinaus beschäftigte er sich mit staatskirchenrechtlichen Problemen, die auch in seine Zeit als Abgeordneter fielen.
- Beiträge zur Geschichte der vorgratianischen Kirchenrechtsquellen. Leipzig 1839.
- Die Bussordnungen der abendländischen Kirche, nebst einer rechtsgeschichtlichen Einleitung. Halle 1851.[9] Ein unveränderter Neudruck erfolgte 1958 in Graz durch die Akademische Druck- und Verlagsanstalt.
- Die irische Kanonensammlung. Erste Auflage, Gießen 1874 [Digitalisat bei archive.org / Digitalisat bei der BSB]. Zweite überarbeitete und ergänzte Auflage, Leipzig 1885. Ein unveränderter Neudruck erfolgte 1966 durch den Scienta-Verlag in Aalen.
- Die ältesten Privilegien und Statuten der Ludoviciana. Louis Wenzel Buch- und Steindruckerei, Gießen, 1881.
- Deutsche Rechtsquellen des Mittelalters. Veit, Leipzig 1892. (Dilibri)